# Lullusglocke
Lullusglocke – najstarszy datowany dzwon w Niemczech, zawieszony w wieży św. Katarzyny (niem. Katharinenturm), będącej częścią ruin opactwa w Bad Hersfeld.
Dzwon odlano na zlecenie opata Meginhera w 1038 roku. Używany jest cztery razy w ciągu roku: w Wielkanoc, uroczystość Zesłania Ducha Świętego, Boże Narodzenie i w rocznicę śmierci patrona dzwonu, biskupa Lula (niem. Lullus) i założyciela opactwa w Bad Hersfeld, 16 października.
Dzwon posiada ton zbliżony do tonów h0 i c1 i waży około 1000 kg. 